# Hiseville
Hiseville is een plaats (city) in de Amerikaanse staat Kentucky, en valt bestuurlijk gezien onder Barren County.

## Demografie
Bij de volkstelling in 2000 werd het aantal inwoners vastgesteld op 224.

## Geografie
Volgens het United States Census Bureau beslaat de plaats een oppervlakte van
1,9 km², geheel bestaande uit land. Hiseville ligt op ongeveer 226 m boven zeeniveau.

## Plaatsen in de nabije omgeving
De onderstaande figuur toont nabijgelegen plaatsen in een straal van 24 km rond Hiseville.